# 黔南木蓝
黔南木蓝（学名：Indigofera esquirolii）为豆科木蓝属下的一个种。产广西（隆林、南丹）、贵州、云南。生于山坡疏林或灌丛中，海拔400-2450米。模式标本采自贵州望谟。

## 扩展阅读
維基物種上的相關：黔南木蓝